# Dmitar Zvonimir
Dmitar Zvonimir bio je slavonski i potom hrvatski ban, te naposljetku kralj srednjovjekovnog Hrvatskog Kraljevstva. Kao kralj vladao je od 1075. do 1089. godine. Upamćen je kao jedan od najuspješnijih vladara ranosrednjovjekovne Hrvatske.
U vremenu nakon Velikog Crkvenog raskola između Rima i Carigrada 1054. godine, Dmitar Zvonimir je 1076. u Solinu prihvatio krunu koju mu je poslao Papa, umjesto krune dobivene od Bizanta, kako su ranije krunjeni hrvatski kraljevi od doba Stjepana Držislava. U djelu Collectio canonum iz 1086. godine, koje se do danas čuva u Vatikanskoj knjižnici, očuvana je Zavjernica kralja Zvonimira papi Grguru VII., u kojem Dmitar Zvonimir zavjetuje vjernost Papi.
Ostvarivši blisko savezništvo s Ugrima, s kojima je njegov prethodnik kralj Tomislav ratovao u doba njihovog dolaska u Panoniju i prije nego su bili prihvatili kršćanstvo, te sklopivši brak sa sestrom ugarskog kralja 1064. godine, prihvatio je uvjete koji će s vremenom voditi nastanku Ugarsko-Hrvatskog kraljevstva.

## Dolazak na prijestolje

### Do dolaska na prijestolje
O Zvonimirovu podrijetlu ne zna se gotovo ništa. Najvjerojatnije je bio potomak kralja Svetoslava Suronje, dakle rođak kralja Petra Krešimira IV. (1058. – 1074.), iako ima povjesničara koji smatraju da nije bio Trpimirović nego pripadnik nekog od uglednih hrvatskih rodova. Poznato je iz jedne sudske presude iz Šibenika (1078.) da se Zvonimirov ujak zvao Streza.
Pretpostavlja se da je prvobitno kao vojvoda/ban vladao Slavonijom, dio koje su mađarski Arpadovići vratili Hrvatskoj nakon što ju je ranije bio osvojio ugarski kralj Stjepan I. Sveti oko 1027. otevši je Krešimiru III. Savez s Hrvatima su Arpadovići ojačali davši Dmitru Zvonimiru za ženu princezu Jelenu Lijepu, koja je bila kći ugarskoga kralja Bele I. i sestra Ladislava I.
Postoji mogućnost da se Zvonimirova vlast protezala čak i do Srijema.
Nakon 1067. zatražio je ban Zvonimir potporu ugarskog kralja Salomona i vojvodu Gejzu da mu pomognu istjerati istarsko-kranjskog vojvodu Ulrika II. s područja sjevernog Karnera zauzetih oko 1063. godine. Tada je uspio vratiti zauzeta područja te je proširio svoju vlast i na Hrvatsko Primorje i otočje.
Sve to zasigurno je utjecalo na kralja Petra Krešimira da 1070. godine Zvonimira uzme za svoga suvladara i prijestolonasljednika (kao takav se od te godine i spominje u izvorima zajedno s Petrom Krešimirom) što se u hrvatskoj historiografiji također tumači i kao ponovno sjedinjenje Slavonije s Hrvatskom koja je tako ponovo postala ujedinjena i moćna. Dotadašnji Krešimirov prijestolonasljednik njegov nećak, vojvoda Stjepan skinut je s tog položaja te poslan u samostan sv. Stjepana pod borovima u Splitu.
Dok je Zvonimir sve više jačao i pripremao se za zadobivanje kraljevske časti na Jadranu se pojavljuje nova sila, Normani. Normani su bili politički povezani s Bizantom, te su promicali i crkvenu politiku Bizanta - koji se sada našao u otvorenom raskolu s Rimom. Okupirali su u ožujku 1074. god. gradove i područja uz hrvatske (dalmatinske) obale. Kralj Petar Krešimir IV. biva zarobljen i potom umire ili pogiba, te je papa Grgur VII. čak pokušao angažirati daleke Dance da otjeraju Normane. Izgleda da je mletačka flota natjerala Normane da nakon godinu dana napuste Dalmaciju; naposljetku Dmitar Zvonimir uspostavlja vlast nad kraljevstvom, te prima 1076. godine krunu iz Rima.

### Krunidba Zvonimira za kralja Hrvatske i Dalmacije
Kralj Dmitar Zvonimir dobro je procijenio tadašnju vanjskopolitičku situaciju: položaj Bizanta čija je moć slabila i Mlečana koji su se pridružili protivnicima sve jačeg papinstva. Tako je Zvonimir stao uz papu Grgura VII. (1073. – 1085.), prihvaćajući suvremenu doktrinu da papa ima pravo dijeliti krune i priznavati posjed zemalja.
U rujnu 1075. ili 1076. papa Grgur VII. poslao je svoje legate, opata Gebizona, opata rimskoga samostana sv. Bonifacija i Aleksija, i biskupa Fulkona, biskupa grada Fossombrone nedaleko od Ankone. oni su prvo sazvali crkveni sabor u Splitu.
Nakon što je Dmitar Zvonimir prisegnuo da će biti vjeran podanik papi, 
"U ime svetoga i nedjeljivoga Trojstva. Godine utjelovljenja Gospodnjega tisuću sedamdeset i šeste, indikcije četrnaeste, mjeseca listopada. Ja Demetrije, koji se zovem i Zvonimir, po milosti Božjoj vojvoda Hrvatske i Dalmacije, zadobivajući vlast od našega gospodina pape Grgura, uveden sam u upravljanje kraljevstvom Hrvata i Dalmatinaca i postavljen za kralja zastavom, mačem, žezlom i krunom, od tebe gospodine Gebizone, poslanika Apostolske Stolice u salonitanskoj bazilici svetoga Petra zajedničkim i složnim izborom čitavoga klera i puka; tebi se zavjetujem obećavam i obričem da ću ustrajno ispunjavati sve što mi tvoja časna svetost naloži; to jest da ću u svemu i po svemu čuvati vjernost Apostolskoj Stolici i da ću nepromjenjivo čuvati što god su u ovom kraljevstvu odredili ili budu odredili bilo Apostolska Stolica bilo njezini poslanici. Poštovat ću pravdu, čuvati crkve, bit ću upravitelj prvina, desetina i svega što pripada crkvama, bdjet ću nad životom biskupa, svećenika, đakona i podđakona kako bi pobožno i u skladu sa zakonom živjeli; zaštićivat ću siromahe, udovice i siročad, raskidajući nedozvoljenu rodbinsku svezu ustanovit ću zakonit brak prstenom i svećeničkim blagoslovom i neću dozvoliti da se sklopljen razori; protivit ću se prodaji ljudi i u svemu što je u suglasnosti s ispravnošću pokazat ću se pravičan uz Božju pomoć..."
poslanik Gebizon okrunio ga je u nedjelju 8. listopada 1075. ili 8. listopada 1076. u Solinu, u krunidbenoj bazilici sv. Petra i Mojsija kraljevskom krunom i predao mu druge znakove kraljevske vlasti (žezlo i mač) i papinsku zastavu.
Zvonimir je uoči krunidbe imao naslov hercega Hrvatske i Dalmacije (Croatiae Dalmatiaeque dux), a po krunidbi naslov kralja Hrvatske i Dalmacije (Croatiae Dalmatiaeque rex). O Zvonimirovoj krunidbi svjedoči suvremeni izvor Collectio canonum kojeg je 1086. godine napisao kardinal Deusdedit († o. 1000.) i posvetio papi Viktoru III. (1086. – 1087.) te kasniji izvori, Korčulanski kodeks iz druge polovice 12. stoljeća i Liber censuum kojeg je 1192. godine napisao Cencius Camerarius, budući papa Honorije III. (1216. – 1227.).
Novi kralj Dmitar Zvonimir obećao je Svetoj Stolici, da će: pomagati vjersku obnovu i braniti Crkvu, da će papi davati godišnji dar u novcu, da će paziti da se Crkvi daju prvine i desetine, da će sprječavati prodaju ljudi, štititi siromahe, udovice i siročad. Ujedno je Dmitar Zvonimir ustupio papi samostan svetoga Grgura u Vrani kao hospicij za njegove poslanike.
Tako je kralj Zvonimir, kao i neki drugi europski vladari, prihvaćanjem papinske političke doktrine, podržavanjem reformnog pokreta, te pružanjem jamstva crkvenim interesima u Hrvatskoj i obećanjem brige o vjerskom i obiteljskom životu, osigurao politički i obrambeni savez sa Svetom Stolicom, državnopravno priznanje Kraljevine Hrvatske (regnum Dalmatiae et Chroatiae) i njen stabilan međunarodni položaj.
U državni život Hrvatske počeo je uvoditi neke zapadne uredbe i običaje. Tako je ukinuo bansku čast te se za njegova vladanja ne spominje ni u kojoj povelji ime bana hrvatskoga.

### Povijesno značenje
Kralj Zvonimir stolovao je u Kninu, a kako za njegova vladanja nije bilo većih ratovanja, ojačao je razvitak gospodarstva i kulture. Zvonimir koji je bogato darivao crkve i samostane, dao je izgraditi trobrodnu baziliku u Biskupiji kraj Knina, a od svih njegovih darova najpoznatiji je dar samostanu svete Lucije u Baški na otoku Krku. Naime redovnici su oko godine 1100. dali uklesati glagoljicom opis darivanja na Bašćansku ploču, na kojoj se spominje ime kralja Zvonimira (zvъnъmirъ, kralъ xrъvatъskъ). Godine 1079. napao je Zvonimira istarski velikaš, knez Vecelin, podanik njemačkog cara Henrika IV. U pomoć Zvonimiru priskočio je papa Grgur VII.
Nešto kasnije, krenuo je Zvonimir u rat kao saveznik normanskog vojvode Roberta Guiscarda protiv Bizantskog Carstva i njegove saveznice Venecije. Godine 1083. Normani su u savezništvu s Hrvatima, potukli bizantsko-mletačko brodovlje i zauzeli grad Drač, a 1084. su žestoko potukli mletačko brodovlje kod Kasopa na otoku Krfu.
Zvonimir je bio oženjen Jelenom Lijepom, sestrom ugarskog kralja Ladislava. Imao je sina Radovana i kćer Klaudiju udatu za plemenitaša Vinihu iz plemena Lapčana. Kako je jedini sin i prijestolonasljednik Radovan umro prije očeve smrti (iza 1083.), pojavio se problem nasljeđivanja prijestolja.
Hrvati su poslije Zvonimirove smrti na prijestolje doveli Stjepana II., sinovca kralja Petra Krešimira IV., s čijom smrću je izumrla dinastija Trpimirovića.
Još se na Cetingradskom saboru 1526. godine spominjalo razdoblje mira i blagostanja koji su vladali u doba kralja Zvonimira. Unatoč tome njegova smrt, kao i njegov brak s Jelenom pokazali su se pogubnima za Hrvatsku jer su prouzročile sukcesijski rat koji je završio gubitkom hrvatske samostalnosti i dolaskom mađarskih Arpadovića na hrvatsko prijestolje.

## Smrt
Kralj Stjepan II. 8. rujna 1089. godine izdaje u Šibeniku ispravu u korist benediktinskog splitskog samostana. U jednom se dijelu osvrće na Zvonimirovu smrt:
I tako je, među njima (došla) pred nas opatica i upraviteljica redovnicâ splitskog samostana, tj. sv. Benedikta mučenika, zajedno s nekim svojim sestrama, noseći sa sobom neku ispravu, koju joj je podijelio nedavno preminuli kralj Svinimir u korist njezina samostana, a tiče se nekog kraljevskog zemljišta koje se nalazi u mjestu zvanom Lažani.
Iz isprave se ne da iščitati da je Zvonimir umro nasilnom smrću. Jednako tako, Toma Arhiđakon govori o prirodnoj Zvonimirovoj smrti.
Zvonimirovu smrt spominje i ugarska kronika Chronicon pictum Vindobonense („Bečka slikana kronika”), pisana 1358. godine:
Kad je naime umro kralj Zolomer (=Zvonimir) ne ostavivši djece, žena njegova, sestra kralja Ladislava, gonjena mnogim nepravdama od dušmana svoga muža, zamoli u ime Isusa Krista pomoći od svoga brata kralja Ladislava. Njezine je nepravde kralj ljuto odmazdio i povratio joj čitavu Hrvatsku i Dalmaciju, koju je kasnije kroz spomenutu, kraljicu svojoj državi podložio. To pak kralj nije učinio od pohlepe, nego što je sebi baštinu prisvajao po kraljevskom pravu. Kralj Zvonimir naime bijaše njemu u prvom stupnju rođak, a baštinika nije imao.
Prvotno je bio pokopan u Biskupiji kod Knina, a poslije mu je tijelo preneseno u crkvu sv. Stjepana na Otoku.

### Legenda o smrti
Poznata je legenda o smrti kralja Zvonimira i kletvi o 900-godišnjem prokletstvu. Zvonimirovo ime vezano uz nasilnu smrt pouzdano se javlja tek u Ljetopisu popa Dukljanina, točnije u prijevodu prva 23 poglavlja djela na hrvatski iz 15. stoljeća. Prema legendi, Zvonimir je ubijen 20. travnja 1089. godine u mjestu Pet crkava na Kosovu (danas Biskupiji) kod Knina.
Nakon što su Turci Seldžuci osvojili Jeruzalem papa Urban II. tražio je pomoć vladara za oslobađanje Jeruzalema. U isto vrijeme je zatražena i Zvonimirova pomoć. Na sazvanom saboru pri spomenu na rat ubili su ga nezadovoljni plemići. „Chronicon breve Regni Croatiae” navodi kako je Zvonimira u svome šatoru, na inzistiranje nezadovoljnog pučanstva ubio njegov peharnik, Tadija Slovinac.
Ferdo Šišić je 1905. objavio raspravu u kojoj je smatrao kako ove izvještaje ne treba odbaciti te je u svojim djelima zastupao ideju kako je Zvonimir ubijen. Postoji i mišljenje kako je legenda zapravo modificirana verzija češke legende o smrti kneza Vjenceslava.
Također, vijesti o nasilnoj smrti nalaze se u „Historia salonitana maior” (16. st.). Toma Arhiđakon donosi i epitaf koji se nalazio na njegovom grobu.

Tko će moći suzdržati narod, da ne uzdiše,

kada bude gledao ovaj grob, doista vrijedan oplakivanja?

jer u ovoj tami počiva svijetla zvijezda

uzvišena podrijetla. Kako li se čudno trne!

Jer njezina se divljačka smrt može s proklinjanjem tumačiti

crnim zločinima pokvarenog naroda.

Bijesni popustiše do krajnosti srcu

i najtežim umorstvom pogubiše kralja

krepke snage, rukom moćnoga,

pobožnoga Zvonimira, beskrajno poštenoga,

koji je bio njihov štit protiv dušmanima,

navikao da satire neprijateljska vrata.

Oplakujte, prvaci, već jednom glavara časti,

starci i mladići hrvatske zemlje,

jer što bijaše prva svečanost kraljevstva

i ujedno čast i slava, sada je propalo.

## Počasti

### Prikaz u umjetnosti
- U Vatikanu je početkom 17. stoljeća u svečanim dvoranama naslikan prizor Zavjernice koju kralj Dmitar Zvonimir predaje papinom legatu.[44]

- Slikar Jozo Kljaković izgladio je u crkvi Sv. Marka Evanđelista u Zagrebu fresku s motivom prisege kralja Zvonimira, mozaik Krunjenje Zvonimira (1961.) na sjevernom pročelju zgrade Zavoda sv. Jeronima u Rimu te fresku Zvonimirovo saborovanje (1938.) u spomen-crkvi u Biskupiji kraj Knina.[45]

- Zvonimirova lađa je alegorijska pjesma hrvatskoga književnika Vladimira Nazora iz zbirke Hrvatski kraljevi (1912.) koja kroz motiv nasukane lađe simbolizira hrvatsku državnost i nacionalnu opstojnost.

- Kletva kralja Zvonimira pjesma je Marka Perkovića Thompsona objavljena 2006. godine. Predstavlja jednu od pjesama studijskog albuma  Bilo jednom u Hrvatskoj.[46]

### Ostalo
- Ulica Dmitra Zvonimira u Zagrebu, Splitu, Zadru, Šibeniku, Osijeku, Karlovcu, Velikoj Gorici, Slavonskom Brodu, Mostaru, Posušju, Čapljini i Širokom Brijegu.[47][48]
- Park Dmitra Zvonimira u Puli.[47]
- Vojarna „Kralj Zvonimir” u Kninu.
- Raketna topovnjača u sastavu flote Hrvatske ratne mornarice – RTOP-12 Kralj Dmitar Zvonimir
- Spomenik Dmitru Zvonimiru u Kninu
- Kolajna krune kralja Zvonimira
- Red krune kralja Zvonimira
- Velered kralja Dmitra Zvonimira s lentom i Danicom

- Prisega Zvonimirova, Vatikanski arhivi (17. st.)
- Krunidba kralja Zvonimira (slika iz 19. st.)
- Krunidba kralja Zvonimira, Ferdinand Quiquerez (1897.)
- Ilustracija Dmitra Zvonimira, Danica (1940.)
- Portret Dmitra Zvonimira, Jozo Kljaković (1940.)